# 杉浦六三郎
杉浦 六三郎（すぎうら ろくさぶろう、1847年9月13日（弘化4年8月4日（旧暦））- 1921年（大正10年）10月5日）は、日本の実業家。コニカ株式会社（現・コニカミノルタ株式会社）創始者。別名、6代目杉浦六衛門、小西六衛門。

## 概要
江戸小石川（現・東京都文京区）諏訪町米商の家に、長男として生まれ育つ。父・甚兵衞は薬種問屋小西屋六兵衞店（のちの「小西屋」）の株を譲り受け、諏訪町から麹町へ移る。1872年に六三郎は自身の写真を撮ったことをきっかけに、翌1873年より小西屋にて写真に関わる商品の取り扱いをはじめる。1879年、6代目杉浦六右衞門を襲名。同年、日本橋区本町に、西洋薬種、写真薬種、医科器械、化学器械、印刷石版問屋として「小西本店」を開業する。小西六写真工業株式会社（コニカ株式会社の前身）となる。1902年、現在の新宿区西新宿に感光材料・印画紙の国産化をはかるための研究所と製造の拠点工場「六桜社」を建設。

## 小西写真専門学校（現・東京工芸大学）創立の経緯
杉浦六三郎は、生前より「日本の写真技術の振興に寄与する人材を世に送り出し、国家の発展に貢献するためには写真教育を行う専門の学校が必要である」という理想を提唱していた。
1923年（大正12年）、六三郎の遺志を継承し長男・7代目杉浦六衛門は日本で最初の写真専門学校を設立した。

## 親族
- 杉浦六右衛門の名跡は長男・甚太郎が襲名、小西写真専門学校（現・東京工芸大学）の創立に関わる。
- 作編曲家 杉浦"ラフィン"誠一郎 は玄孫。

## 編著
- 『紀念帖. 1,2集』1900年（明治33年）4月[4]
- 『新印画法』刊行。1910年（明治43年）6月[4]

## 脚注

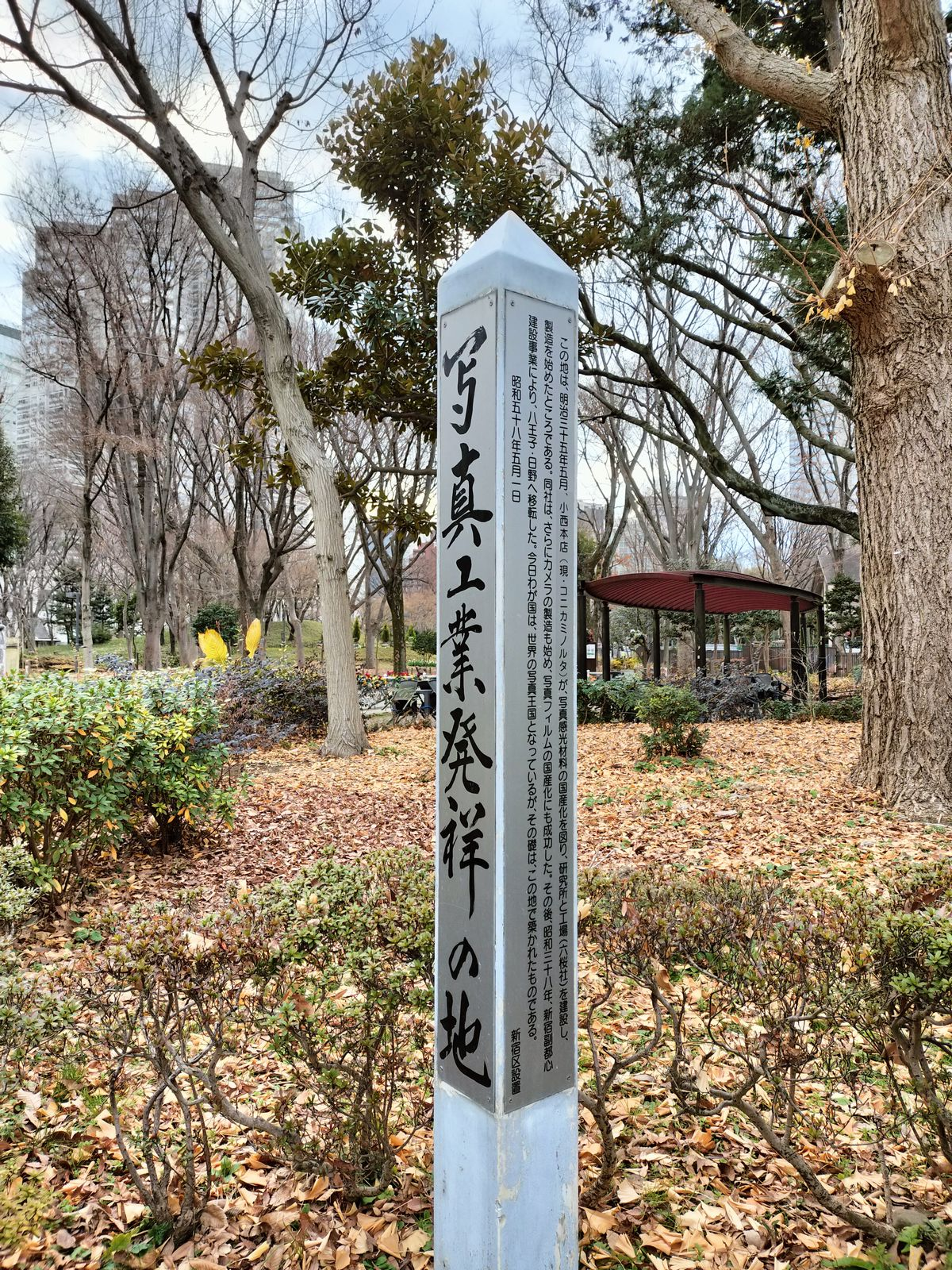
「写真工業発祥の地」の碑